# 手取り給与
手取り給料とは、給与の総支給額から社会保険料や所得税などの「総控除額」が引かれた後に支払われる給料を指す。

## 概要
給料明細では「差引支給額」等と記載され、この金額が実際に銀行に振り込まれる給料である。手取り金額や手取りとも言う事がある。
しばしば給料の金額を、「額面給料」と「手取り金額」を混同してしまうことが多い。

## 計算式
計算式としては以下で表される。
総支給額　－　控除合計　＝　差引支給額
額面給料のおよそ75～80％ほどが手取り給料となるが、交通費の支給のズレ等によりいきなり下がる月もあるので注意が必要。
日本人の年収中央値である年収360万の場合、ボーナスを夏1.5か月、冬1.5か月として計算した場合、月の手取り給料は18万前後である。
(2020年、年収平均値は420万前後である。)

## 支給
基本給、時間外手当、超過勤務手当、資格手当、住宅手当、出張手当、交通費など。

## 控除
健康保険、介護保険、厚生年金、雇用保険、所得税、住民税など。
会社によっては労働組合費や積み立て金、社宅の家賃、会社の団体保険なども引かれる場合がある。